# البعثة الفرنسية إلى أيرلندا
كانت البعثة الفرنسية إلى أيرلندا، المعروفة بالفرنسية باسم «Expédition d'Irlande»، محاولة فاشلة من جانب الجمهورية الفرنسية الأولى خلال الحروب الثورية الفرنسية لمساعدة جمعية الرجال الإيرلنديين المتحدة المحظورة، وهي جماعة أيرلنديةْ شعبية متمردة، في تمردهم المخطط ضد الحكم البريطاني. اعتزم الفرنسيون إرسال قوة حملة كبيرة إلى أيرلندا خلال شتاء 1796 - 1797 تنضم إلى جمعية الرجال الإيرلنديين وتخرج البريطانيين من أيرلندا. توقع الفرنسيون أن يكون ذلك ضربةً كبيرةً لمعنويات بريطانيا وهيبتها وفعاليتها العسكرية، كما كان المقصود منه أيضًا أن يكون المرحلة الأولى لغزو محتمل لبريطانيا نفسها. وتحقيقا لهذه الغاية، جمع الفرنسيون قوة قوامها حوالي 15000 جندي في بريست بقيادة الجنرال لازار هوش في أواخر عام 1796، استعدادًا لهبوط كبير في خليج بانتري في ديسمبر.
تم تنفيذ العملية في واحد من أعصف فصول الشتاء في القرن الثامن عشر، ولم يكن الأسطول الفرنسي مستعدًّا لمثل هذه الظروف القاسية. راقب جنود السفن الحربية البريطانية مغادرة الأسطول وأخطروا أسطول القنال البريطانى الذي كان معظم يتخذ من سبتهيد مأوىً من الشتاء. كان الأسطول الفرنسي خاضعا لأوامر مرتبكة وغير واضحة عندما غادر الميناء وسار بطريقة غير منتظمة ومبعثرة إلى بريست: دمرت إحدى السفن بخسارة فادحة في الأرواح، وتشتت السفن الأخرى. وبعد انفصال الأسطول الفرنسي وتشتته، تمكن معظمه من الوصول إلى خليج بانتري في أواخر ديسمبر، بيد أن قادته كانوا على بعد أميال من المسار المحدد وكان الأسطول بدونهم غير متأكد من الذي يتعين القيام به، حيث كانت عمليات الهبوط البرمائية مستحيلة بسبب الأحوال الجوية التي كانت أسوء الأحوال المسجلة منذ عام 1708. وفي غضون أسبوع تقسم الأسطول، وشقن مجموعات صغيرة وسفن فردية طريقها إلى بريست عبر العواصف والضباب والدوريات البريطانية.
لم يتمكن البريطانيون إلى حد كبير من التدخل في الأسطول الفرنسي قبل اجتياحه أو خلاله أو بعده. ألقت بعض السفن العاملة في كورك القبض على سفن حربية فرنسية منعزلة وناقلات، ولكن الرد البريطاني الوحيد المهم جاء من الكابتن السير إدوارد بيلو، الذي تمكن من قيادة السفينة الخطية الفرنسية «Droits de l'Homme» إلى الشاطئ في عملية 13 يناير 1797 التي أسفرت عن مقتل أكثر من 1000 شخص. إجمالًا، خسر الفرنسيون 12 سفينة تم أسرها أو تحطيمها، وغرق الآلاف من الجنود والبحارة، من دون أن يصل رجل واحد إلى أيرلندا إلا بوصفه أسير حرب. انتقدت كلا الحكومتين بحريتيهما لسلوكهما خلال الحملة، ولكن تم تشجيع الفرنسيين على شن محاولة ثانية في عام 1798، حيث تمكنوا من إنزال 2000 رجل في أغسطس لكنهم فشلوا في التأثير على التمرد الأيرلندي وفقدوا مرةً أخرى عددًا كبيرًا من الرجال والسفن.

## خلفية
في أعقاب الثورة الفرنسية التي بدأت في عام 1789، بدأت قضية الجمهورياتية في العديد من البلدان، بما في ذلك المملكة الإيرلندية، والتي كانت في ذلك الوقت خاضعة لحكم مملكة بريطانيا العظمى. وظلت المعارضة للحكم البريطاني قائمة في أيرلندا لقرون من الزمان، ولكن المثال الفرنسي، مقترنا بفرض قوانين العقوبات التي تميز ضد الأغلبية الكاثوليكية والأقلية المشيخية الكبيرة، أدى إلى إنشاء جمعية الرجال الإيرلنديين المتحدة، وهي اتحاد واسع غير طائفي بين جماعات تسعى إلى إنشاء جمهورية إيرلندية. في البداية كانت الحركة سياسية سلمية، ولكن أجبرت جمعية الرجال الإيرلنديين المتحدة على العمل بشكل سري بعد أن أصبحت العضوية غير قانونية في عام 1793 أثناء اندلاع الحروب الثورية الفرنسية. ومع اتخاذ القرار بأن أملهم الوحيد في إنشاء الجمهورية الإيرلندية يكمن في الثورة المسلحة، بدؤوا في تنظيم وتسليح قواتهم سرًّا. وفي بحثهم عن مساعدات خارجية سافر اثنان من قادتهما، اللورد إدوارد فيتزجيرالد وارثر اوكونور، إلى بازل للقاء الجنرال الفرنسي لازار هوش. ساند جهودهم المحامي البروتستانتي ثيوبالد وولف تون، الذي سافر إلى باريس لتقديم التماس شخصيًّا إلى الحكومة الفرنسية. وخلال هذه الفترة، ألغت الحكومة البريطانية بعض قوانين العقوبات، في محاولة لقمع الاضطرابات.
خططت الجمهورية الفرنسية الأولى منذ فترة طويلة لغزو الجزر البريطانية، ولكن طموحاتها أحبطت مرارًا من قبل عوامل أخرى، منها الجبهات الأخرى للحروب الثورية والحرب في الفنديه والحالة المحفوفة بالخطر للبحرية الفرنسية. وكانت هذه المشكلة الأخيرة سببًا رئيسيًّا للقلق: فقد عانت البحرية بشدة من إزاحة فيلق ضباطها أثناء الثورة، ثم تعرضت لسلسلة من الانتكاسات العسكرية، والتي بلغت ذروتها في الهزيمة التكتيكية التي وقعت في معركة «الأول من يونيو المجيد» في عام 1794، ثم في عام 1795 في كارثة الشتاء الكبرى (Croisière du Grand Hiver). بعد تأمين السلام على عدة جبهات في عام 1795، قررت الحكومة الفرنسية الجديدة أن بريطانيا واحدة من أشد خصومهم المتبقين خطورة، وأصروا على إلحاق الهزيمة بها من خلال الغزو.

## التحضير والإعداد
مع نهاية الحرب في فنديه والسلام مع إسبانيا، تم توفير قوات فرنسية كبيرة للعملية التي سيقودها الجنرال هوش والي كان من المقرر أن تتم في نهاية أكتوبر 1796. كان هوش قائدًا عسكريًّا ناجحًا، حيث كان هزم الملكيين في فنديه وانخرط فيما بعد في التخطيط لغزو كورنيش. وضعت تحت تصرفه مجموعة من الجنود القدامى والأسطول الفرنسى الأطلسي بأكمله في ميناء بريست الأطلسي الرئيسي. كان عدد الجنود الذين تم تخصيصهم للغزو غير مؤكد: اقترحت الحكومة الفرنسية ضرورة وجود 25 ألف رجل، وأصر المندوبون الأيرلنديون على أن 15 ألف شخص سيكون كافيًا. تتراوح تقديرات عدد الجنود الذين ذهبوا في النهاية بين 13,500 إلى 20,000 رجل.
بحلول شهر أغسطس كانت الخطة قد تأخرت بالفعل عن مواعيدها المحددة: فقد تسبب النقص الحاد في المتاجر والأجور في إبطاء العمل في أحواض بناء السفن في بريست، في حين تبين أن القوات التي خصصت لغزو كورنوال غير جديرة بالثقة، وفرت بأعداد كبيرة. انتهت رحلة تدريبية لأسطول غزو كورنيش بفشل تام، حيث أثبتت السفن الصغيرة التي كانت مخصصة للعملية عجزها عن العمل في المياه المفتوحة. أُلغِيت الخطة ودمج الجنود الموثوق بهم من الوحدة في قوات البعثة الإيرلندية وعاد الباقون إلى السجن. كما تم تأجيل التعزيزات من أسطول البحر الأبيض المتوسط: فقد اضطرت سبع سفن من البعثة تحت قيادة الكونتر-أميرال جوزيف دي ريشيري إلى الاختباء من سرب الحصار البريطاني في روشفورت، ووصلت إلى بريست في 8 ديسمبر، بينما لم يصل سرب ثان تحت قيادة الكونتر-أميرال بيير شارل فيلنوف إلا بعد مغادرة قوات البعثة.
خلال أواخر عام 1796، تعثر التقدم في البعثة. لام هوش علانية القيادة البحرية على التأخير، وعلى وجه التحديد نائب-أميرال فيلاريت دي جوايوس، الذي اتهمه بأنه أكثر اهتماما بالتخطيط لغزو الهند المقترح. وفي شهر أكتوبر، حل محل فيلاريت نائب-أميرال مورار دو غال، وألغيت خطط الهند، في حين تم تعيين هوش في قيادة الانضباط المباشر داخل الأسطول. وبحلول الأسبوع الثاني من ديسمبر، كان الأسطول جاهزًا، وكان يتألف من 17 سفينة خطية، و13 فرقاطة و14 سفينة أخرى. وكانت كل سفينة من سفن الخط تحمل 600 جندي والفرقاطة 250 والناقلات ما يقرب من 400 جندي. ومن بين هؤلاء وحدات سلاح فرسان ومدفعية ميدانية ومخازن عسكرية كبيرة لتسليح آلاف المتطوعين الإيرلنديين المنتظرين.